# آخية ديكن

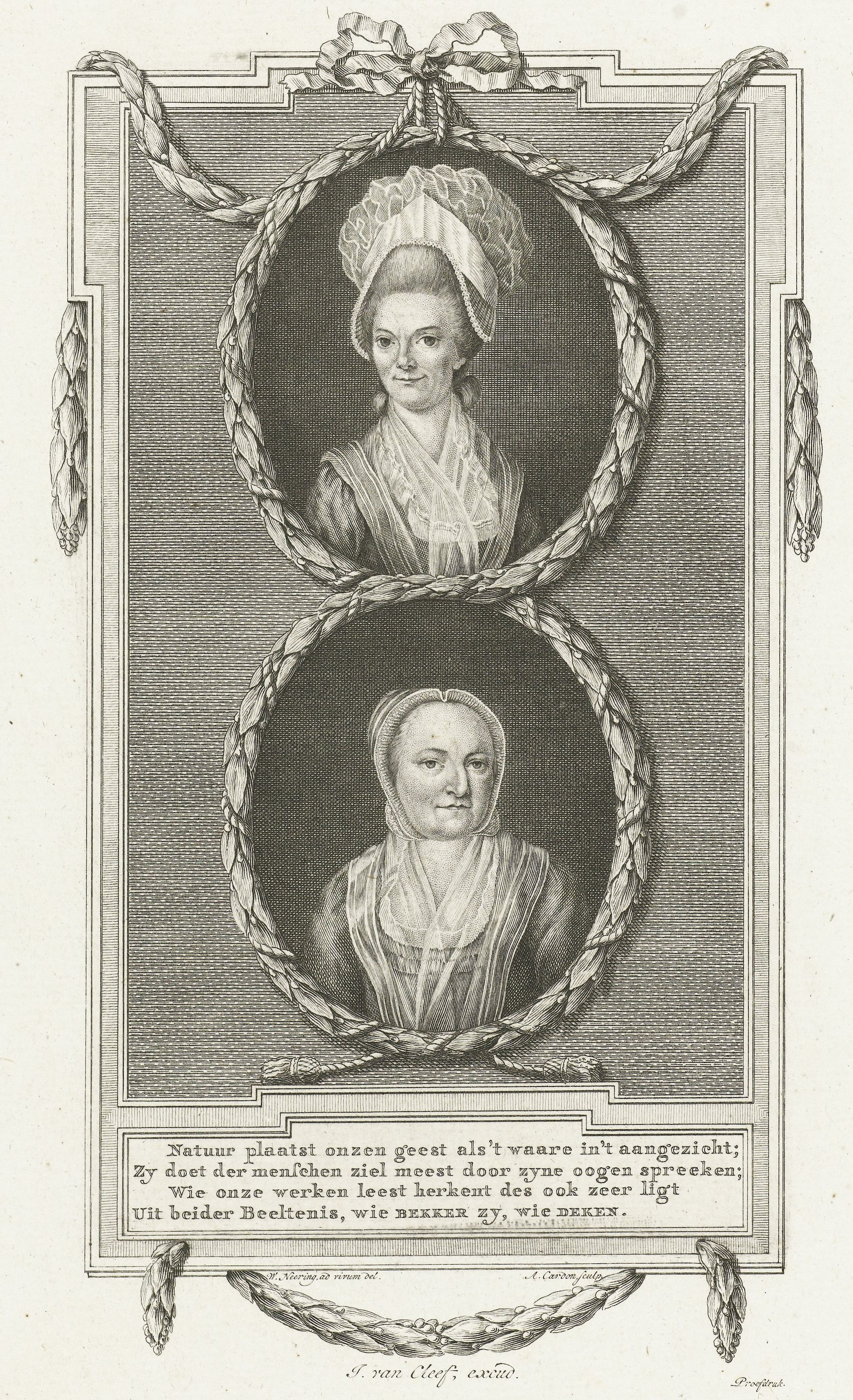
آخية ديكن (في الأسفل) وبيتي وولف

آخية ديكن (ولدت باسم أجاثا ديكن) (ولدت في نيور-أمستل، 1741 – لاهاي في14 تشرين الثاني / نوفمبر 1804) الهولندية الكاتب.
أخاثا ديكن ولدت في 1741. في عام 1745 توفي والداها وذهبت للعيش في دار أيتام في أمستردام ، حيث بقيت حتى عام 1767. بعد خروجها من دار الأيتام عملت لدى العديد من الأسر وبعد ذلك بدأت العمل في تقديم القهوة والشاي. في عام 1769 انضمت إلى المجتمع المعمداني في أمستردام.
في سن 29 انتقلت للعيش مع صديقتها ماريا بوش كممرضة. توفيت ماريا بوش في 1773. وفي العام 1775 نشرت مجموعة من القصائد التي كانت قد كتبتها  مع ماريا بوش.

## وصلات خارجية
- مؤلفات آخية ديكن في مشروع غوتنبرغ
- أعمال آخية ديكن في ليبري فوكس
- صفحة المؤلفة في المكتبة الرقمية لللأدب الهولندي